# العوارض (المحابشة)

تعديل مصدري - تعديل

العوارض هي إحدى قرى عزلة حجر بمديرية المحابشة التابعة لمحافظة حجة، بلغ تعداد سكانها 231 نسمة حسب تعداد اليمن لعام 2004.